# Серж Ибака
Серж Ибака (енгл. Serge Ibaka; Бразавил, 18. септембар 1989) конгоански је кошаркаш који поседује и шпанско држављанство. Игра на позицијама крилног центра и центра, а тренутно наступа за Реал Мадрид.
На НБА драфту 2008. одабрали су га Сијетл суперсоникси као 24. пика. Члан је шпанске кошаркашке репрезентације.

## Детињство и младост
Ибака је рођен у Бразавилу, Републици Конго. И отац и мајка су му били кошаркаши. Отац му је играо у Републици Конго и за конгоански национални тим, а мајка му је играла у Демократској Републици Конго. Почео је да игра кошарку као веома мали у клубу „Avenir du Rail“, користећи спорт као излаз после ране смрти мајке и очевог одласка у Други конгоански рат. Ибака је као тинејџер отишао у Шпанију и почео да игра за јуниорске тимове, а највише за КК Л'Хоспиталет са којим је освојио неколико турнира.

## НБА каријера

### Пред долазак у НБА
Одабран је као 24 избор НБА драфта 2008. године од стране Сијетл Суперсоникса. Постао је први играч из Републике Конго који је изабран на НБА драфту, иако су Оклахома Сити Тандери (тим који је наследио Суперсонксе) одлучили да остане у Европи. Тада је потписао трогодишњи уговор са АЦБ лигашем Манресом остављајући опцију да после сваке сезоне може отићи у НБА. У АЦБ лиги је постизао 7,1 поен, 4,5 скокова и 1 блокаду за 16 минута просечно по мечу.
У јулу 2009. Оклахома Сити тандер је платио откуп и потписао са Ибаком двогодишњи уговор са могућношћу продужења на још две године.
Ибака који није причао енглески када је стигао у НБА, зависио је од саиграча из летње лиге Мозес Ехамбеа који му је преводио. После годину дана посвећености учењу енглеског језика који му је потребан у НБА лиги, Ибака сада говори неколико језика међу којима су и шпански и француски (званични језик у Конгу).

### Оклахома Сити тандер (2009—2016)
Иако је дошао у НБА као сирови таленат, Ибака је постао стартер у ротацији Тандера. Ибака је највише коришћен због своје експлозивности у рекету, и за дефанзивне задатке и за скокове. У својој првој сезони играо је просечно по 18,1 минута у 73 меча, постижући просечно 6,3 поена, 5,4 скока и 1,3 блокада по мечу. Био је најбољи блокер међу новајлијама у сезони 2009/10. и 20 укупно. У првој рунди плејофа против Лос Анђелес Лејкерса играо је у 6 утакмица просечно 25,5 минута уз 7,8 поена, 6,5 скока и 2 блокаде по мечу. Његових седам блокада у другој утакмици са Лејкерсима је рекорд (најмлађи играч који је постигао 7 блокада у плејоф утакмици).
Током НБА локаута 2011. године потписао је двомесечни уговор са Реалом из Мадрида, заједно са саиграчем из шпанске репрезентације Рудијем Фернандезом, са опцијом повратка у НБА по завршетку локаута. У 6 утакмица Евролиге просечно је бележио 5,5 поена, 4,7 скока и 2 блокаде за 15 минута по мечу.
Када се локаут завршио Ибака се вратио у Оклахому из Шпаније. 19. фебруара 2012. забележио је свој први трипл-дабл учинак против Денвер Нагетса, постигавши 14 поена, 15 скокова и рекорд каријере од 11 блокада. Ибака је постао први играч у историји франшизе који је постигао трипл-дабл са 10 и више блокада. Играо је у свих 66 утакмица скраћене сезоне као стартер, постигавши највише блокада у лиги, 3,6 по мечу. У гласању за најбољег одбрамбеног играча године завршио је на другом месту иза Двајта Хауарда. У 4 утакмици финала западне конференције против Сан Антонио Спарса имао је шут из игре 11-11.
У августу 2012. Ибака је потписао нови четворогодишњи уговор са Оклахомом вредан 48 милиона долара.

## Шпанска репрезентација
Ибака је изразио жељу да наступа за шпански национални тим. После неколико година живота у Шпанији коначно је добио држављанство у јулу 2011. Са шпанском репрезентацијом освојио је злато на Европском првенству 2011. у Литванији и сребро на Олимпијским играма 2012. у Лондону.

## Успеси

### Клупски
- Торонто репторси:
  - НБА (1): 2018/19.
- Бајерн Минхен:
  - Првенство Немачке (1): 2023/24.
  - Куп Немачке (1): 2024.

### Репрезентативни
- Европско првенство: 
  -  2011.
- Олимпијске игре: 
  -  2012.

### Појединачни
- Идеални одбрамбени тим НБА — прва постава (3): 2011/12, 2012/13, 2013/14.